# Сервилий Нониан
Марк Сервилий Нониан (на латински: Marcus Servilius Nonianus; † 59 г.) e оратор и историк от времето на ранната Римска империя.

## Биография
Произлиза от фамилията Сервилии. Син е на Марк Сервилий (консул 3 г.). Женен е за Консидия. Дъщеря им Сервилия Консидия е омъжена за сенатора Квинт Марций Бареа Соран (суфектконсул 52 г.).
През 35 г. Сервилий Нониан е консул заедно с Гай Цестий Гал. Той пише история на Рим и вероятно описва и периода по време на Тиберий. Нониан чете своето произведение на публични места.
Умира през 59 г. по времето на Нерон.